# Paraselenis flava
Paraselenis flava is een keversoort uit de familie bladkevers (Chrysomelidae). De wetenschappelijke naam van de soort werd in 1758 als Cassida flava gepubliceerd door Carl Linnaeus.